# 乍浦鎮
乍浦鎮（さほ-ちん、チャプー-ちん）は、中華人民共和国浙江省嘉興市平湖市に位置する鎮。平湖市の南東部に位置し、南から南東側は海塩県に接している。面積は54.4平方キロメートル、人口は54,000人である。
ローマ字表記は拼音では「Zhapu」であるが、かつての郵政式では、「Chapoo」ないし「Chapu」とされていた。

## 歴史
乍浦は、杭州湾北岸の、水深の深い波止場として唐代から知られていた。明代には、倭寇の襲撃を受けたことがしばしば記録されており、港湾として一定の重要性をもっていたことが示唆されている。清代には、広範囲に運河網が整備されて杭州とも運河で結ばれ、この地域の重要な港湾となった。清代の海禁政策によって、当地の商人たちは、李氏朝鮮や江戸時代の日本との貿易を独占していた。
特に1730年代以降は、大型帆船の接岸が容易であったことなどから、清と日本との貿易の中心的な港湾となったが、同時に中国側の沿岸貿易の拠点ともなっており、例えば砂糖のように、乍浦の近傍では生産されていなかった物資も、大量に日本の長崎へと輸出されていた。
阿片戦争（第一次アヘン戦争）の時点では、清軍の砲台が設けられ、およそ5 miles (8.0 km)の城壁が築かれていた。1842年5月18日、乍浦の戦いによって、イギリス軍が一時的に占拠したが、程なくして撤退した。この時点では、港への土砂の堆積が進んでおり、イギリス艦隊の艦船の中でも喫水の浅いものしか港への接岸ができなかった。こうした事情のため、阿片戦争の終結に際して結ばれた南京条約における開港地には含まれず、近傍で開港地となった上海や寧波に対して、相対的な重要性を失っていった。
20世紀初頭には、土砂の堆積が進んで港湾の機能は損なわれ、当地は寂れた場所になった。
中華人民共和国の体制になってからも寂れた状態は続いていたが、1974年に中国石化上海石油化工が主力のコンビナートを当地に建設し、以降は上海経済圏の一環としての再開発が進んだ。